# Umberto Preziotti
Umberto Preziotti (Fermo, 23 aprile 1893 – Firenze, 26 agosto 1978) è stato un dirigente pubblico, architetto e militare italiano.

## Biografia
Umberto Preziotti nacque a Fermo nel 1893 dove si diplomò all'Istituto Tecnico Industriale Montani. 
Arruolatosi nell'esercito agli inizi della prima guerra mondiale, come sottotenente di milizia territoriale reggimento genio, il 22 dicembre del 1917 si distinse in battaglia per un'azione militare sul Monte Asolone (vicino al Monte Grappa), e ricevette un encomio per l'atto eroico. Ferito gravemente durante la stessa, venne trasportato all'ospedale militare di Firenze dove rimase tre anni. In quegli stessi anni si laureò in architettura all'Università di Firenze.
 
Dopo la guerra e la laurea si dedicò alla riorganizzazione di varie scuole d'arte, oggi licei artistici, tra cui quella di Mantova, Fano e Sesto Fiorentino.

## L'opera
Umberto Preziotti dopo aver fatto tesoro delle esperienze accumulate durante gli anni di aggiornamento della didattica e delle strutture da lui dirette, alla fine degli anni cinquanta durante il rilancio degli istituti professionali sul piano nazionale, progettò e realizzò la fondazione di una scuola d'arte a Fermo e nel 1959 nacque l'Istituto Statale d'Arte U. Preziotti. In quei primi anni della fondazione della scuola chiamò a insegnare e collaborare maestri artigiani e artisti affermati, tra cui Giuseppe Pende, Costanzo Corinna e Salvatore Fornarola. Alcuni allievi dell'istituto oggi sono affermati professionisti, tra i quali spiccano Giancarlo Basili e Athina Cenci. Dopo la morte di Umberto Preziotti, nel 2009, in concomitanza con il cinquantennale della fondazione della scuola d'arte, il comune di Fermo gli dedicò una via.